# Château de Jâber
Le château de Jâber, en biélorusse Жабер, parfois appelé Kvakenburg ou encore Zâberz, était un château-fort situé sur la rive gauche de la rivière Iasselda, à trois kilomètres du village de Jâber (ru), dans l'arrondissement de Chomsky du Voblast de Brest. Construit au début du XVIIe siècle, ou selon d'autres sources au XVIe siècle, il faisait partie de la ligne de défense des trois écluses : Jâber, Opole et Caroline.

## Archéologie
Les ruines de l'ancienne forteresse rappellent les batailles brutales de la guerre russo-suédoise de 1700-1721, la grande guerre du Nord, qui s'est déroulée pendant un temps considérable sur le territoire de Biélorussie. Le château fut entièrement détruit sur l'ordre de Charles XII après la bataille de Jâber.
Au cours des fouilles archéologiques, quelques fragments de briques et de tuiles, céramiques des XVIIe et XVIIIe siècles, des carreaux de faïence et des pièces de monnaie de 1660, polonaises et suédoises, ont été découverts.
Au début du XXe siècle, la population locale a retrouvé quelques pièces d'artillerie dans le canal. L'une d'elles est conservée au musée de l'armée polonaise à Varsovie.

## Architecture
L'ensemble du château et des fortifications périphériques constituait une puissante forteresse défensive, s'inspirant des meilleures traditions de l'architecture de fortification européenne.
Le domaine de la forteresse s'étendait sur une parcelle de 1,5 hectare entourée de murs en terre avec une haute palissade de chêne, protégée par des barrières naturelles : la rivière Iasselda et ses rives marécageuses à l'ouest - et au nord, est et sud, un canal de vingt mètres de largeur et cinq mètres de profondeur. Puis le château était distribué selon un plan quadrangulaire avec des bastions solides dans les coins de l'ouest. Le centre n'était accessible que par un pont-levis qui pouvait être rapidement détruit en cas d'urgence. À l'intérieur du château, des poutres en chêne renforcées assuraient une structure solide permettant de tenir un siège.

## Bataille de Jâber

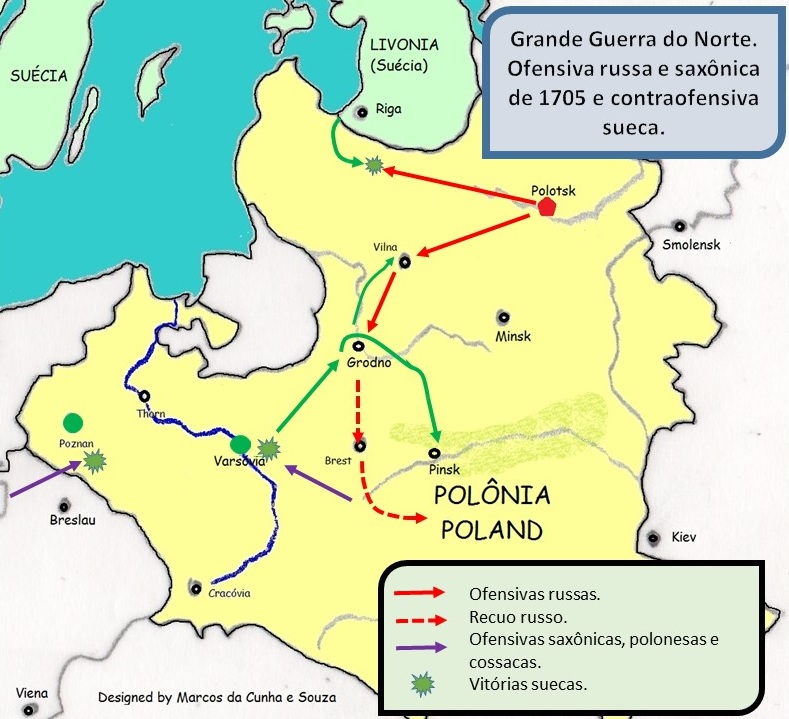
Campagne de Charles XII en Pologne-Lituanie, 1705-1706 : offensive et retraite russe (rouge), offensives polono-cosaques-saxonnes (violet), offensives et victoires suédoises (vert).

De 1700 à 1721, la Grande guerre du Nord vit l'affrontement de la Suède et d'une coalition réunissant la Russie, le Danemark, la Norvège, la Saxe et la Pologne.
Le 13 mai 1706, le nouveau Roi de Pologne, Stanislas Leszczynski de Rzeczpospolita,
partisan et allié de Charles XII, Roi de Suède, encercle le château de Jâber et offre à ses défenseurs à se rendre.
La garnison de la forteresse, sous les ordres du commandant allemand Bottmann, est constituée de 700 hommes et de 40 canons.
Au premier ultimatum polonais, la garnison répond par une salve de coups de feu. L'armée polonaise lance l'assaut, persuadée de détruire rapidement les fortifications. Après plusieurs tentatives infructueuses pour capturer le château, Stanislas Leszczynski fait appel à l'armée suédoise, dirigée par le général suédois Mayerfeld. Mais les renforts suédois ne percent pas les défenses.
Charles XII lui-même arrive à la tête de l'armée suédoise, ramenant l'artillerie lourde de Pinsk, avec le dessein de détruire les bastions. Mais là encore les assauts ne parviennent pas à briser la résistance de la forteresse.
Le Roi de Suède ruse, et tente la corruption : il offre au commandant Bottmann une somme de 30 pièces d'argent et 3 000 ducats, ainsi qu'une place de choix parmi ses officiers. Le commandant vend le château et se rend sans combattre. Il fait ouvrir les portes, et remet en symbole de soumission les clés au roi, devant l'armée rassemblée. Charles XII, malgré sa promesse, ne peut contenir son mépris pour le traître et lui tranche la tête.
Au vu de l'importance stratégique de la forteresse, Charles XII ordonne la destruction complète du château et la capture de tous les canons, et revient plus tard depuis Pinsk pour voir si son ordre été correctement exécuté. Cette bataille marque la fin de la forteresse qui ne sera jamais reconstruite.

## Sources
- Нямцэвіч (Niemcewicz) Юльян Урсын (1758 - 1841)- Падарожжа да Літвы : 1819 (Julian Nemtsevich, Voyage en Lituanie)